# Сражение при Такубайе

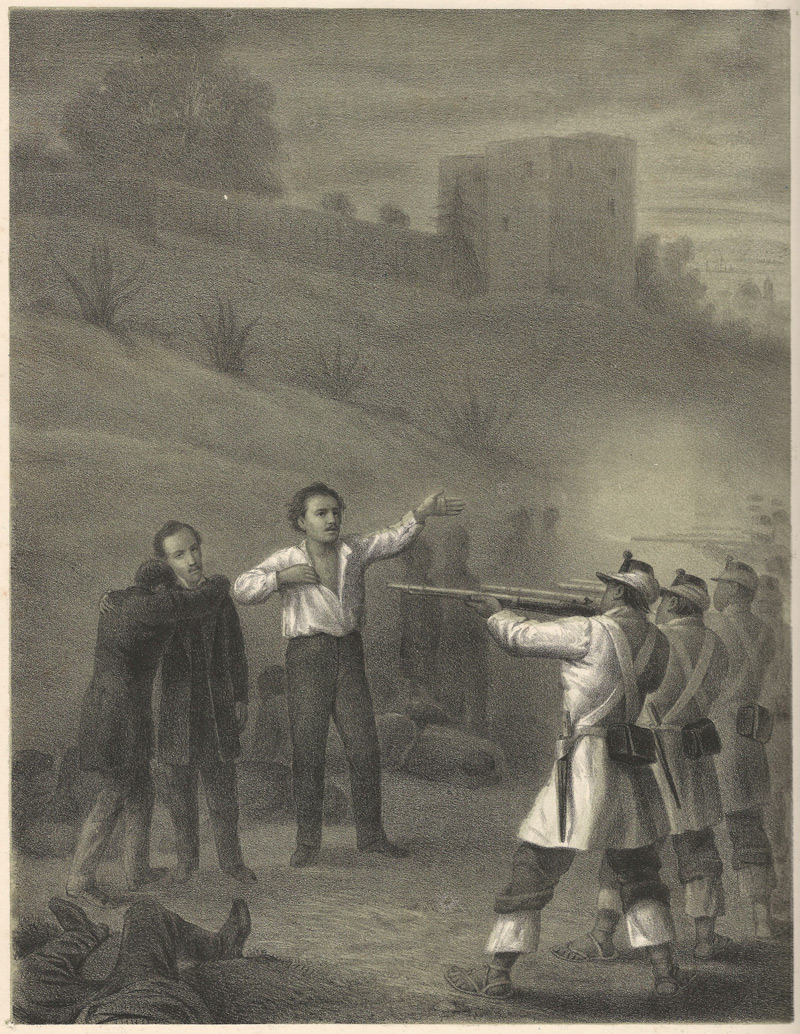
Казнь пленных либералов в Такубайе. Литография

Сражение при Такубайе (исп. Batalla de Tacubaya) — одно из сражений гражданской войны в Мексике, так называемой Войны за реформу. 11 апреля 1859 года в окрестностях посёлка Такубая, расположенного возле Мехико, армия консерваторов под командованием генерала Леонардо Маркеса одержала победу над армией либералов генерала Сантоса Дегольядо.
В марте 1859 года генерал либералов Сантос Дегольядо решил совершить набег на Мехико. Это была идеальная возможность сокрушить часть консервативной армии, поскольку основные силы их войск под командованием генерала Мирамона ушли, чтобы попытаться отбить Веракрус у Бенито Хуареса.  
С армией в 4000 человек и внушительным обозом боеприпасов Дегольядо пошел на столицу из штата Мичоакан. Генерал консерваторов Маркес также с четырьмя тысячами преследовал его по пятам из Гвадалахары. Дегольядо ожидал восстания либералов в столице. Вместо того чтобы штурмовать Мехико, он стал ждать. Наконец он решился и 2 апреля приказал начать генеральную атаку на столицу, но она была отбита. После чего его армия сосредоточилась в Такубайе и Чапультепеке, где 11 апреля была атакована подошедшим Маркесом. Последний одержал победу, и остатки разбитой армии либералов в смятении бежали в горы. Либералы потеряли 1000 человек убитыми, 1000 пленными (из них 400 были расстреляны) и 700 ранеными. 
Генерал консерваторов Мигель Мирамон, вернувшийся в Мехико во время сражения, отдал приказ расстрелять пленных офицеров. Маркес расстрелял не только пленников, но также многих студентов-медиков, не принимавших участия в бою, но вышедших на место сражения после боя, чтобы оказать помощь раненым либералам. Этим поступком он заслужил прозвище «такубайского тигра». После бойни духовенство отпраздновало победу пением «Те Deum», а Мирамон и Маркес проехали по улицам Мехико в открытой карете, приветствуемые духовенством.